# Batalla de Beauport
La batalla de Beauport fue un enfrentamiento armado que enfrentó a la flota del Reino de Gran Bretaña y a las fuerzas terrestres de Francia. El combate se produjo el 31 de julio de 1759 en la ciudad de Quebec, ya que los británicos pretendían tomarla por las armas.
Wolfe ordenó desembarcar en la zona de Beauport, donde se habían atrincherado los franceses. A pesar del fuerte bombardeo británico, las defensas francesas aguantaron y los británicos no pudieron lograr su objetivo. Los heridos de ambos bandos fueron atendidos en el Hospital General de Quebec.
Los británicos lo volvieron a intentar un poco más arriba, el 13 de septiembre, en la batalla de las Llanuras de Abraham.